# Barranc de la Podega
El barranc de la Podega és un barranc del terme actual d'Isona i Conca Dellà i de l'antic d'Orcau, que discorre íntegrament dins d'aquest terme (antic i actual). En alguns mapes apareix amb el nom de barranc de la Call, aplicat al tram darrer d'aquest curs d'aigua.
Es forma just al sud i a sota de la muntanya de Sant Corneli, a la Solana d'Orcau, en un cap de vall delimitat al nord per Sant Corneli, al sud per la serra de la Costa del Llarg i del Pas de Llebre, i a llevant pel coll que dona pas a la Solana de Llavaners i la carena on es troba l'ermita de la Mare de Déu de la Vilavella de Basturs, just per sota dels 929 m. alt. (alçada del coll que acabem d'esmentar, i que fem servir de referència del naixement).
Després davalla cap a ponent, inflexionant gradualment cap al nord, passa just pel nord i a sota del poble de Montesquiu, que queda aturonat a migdia del barranc, fins a abocar-se en la Noguera Pallaresa dins de les aigües del Pantà de Sant Antoni, sota mateix del Pla de Puig de l'Anell, a 500 m. alt., sota de l'indret on hi ha la Cabana de l'Aragó.
Durant el seu curs, el barranc de la Podega rep l'afluència de nombrosos barrancs i torrents de curt recorregut i forts pendents, que baixen dels serrats dels vessants de la muntanya de Sant Corneli, al nord, o de les serres de la Torreta de Suterranya, Serra de Coll i Roc de Neret, al sud i sud-oest. L'únic barranc d'un cert recorregut i importància que rep, ja en el tram final, és el barranc de Rubiol.
Actualment, l'aiguabarreig amb les aigües del pantà -de la Noguera Pallaresa- es produeix molt més amunt que antigament, quan el barranc baixava a trobar la Noguera a la mateixa llera del riu. El seu recorregut total és d'uns 4 quilòmetres.